# E-Prix di Mosca 2015
L'E-Prix di Mosca 2015 è stata la nona gara del campionato di Formula E 2014-2015. La gara è stata vinta dal brasiliano Nelson Piquet Jr. che diventa il primo a vincere due gare nel campionato.

## Pre gara

### Aspetti sportivi
Due squadre cambiano la line-up dei piloti con Justin Wilson che prende il posto di Scott Speed nel team Andretti Autosport e con Antonio García che torna al volante del team China Racing al posto del francese Charles Pic.

### Fan Boost
I detentori del Fan Boost sono stati Sébastien Buemi, Nelson Piquet Jr. e Lucas Di Grassi.

## Risultati

### Qualifica
Nella sessione di qualifica si è avuta la seguente situazione:
| Pos.                        | Nº | Pilota                 | Team               | Tempo       | Distacco | Griglia |
| --------------------------- | -- | ---------------------- | ------------------ | ----------- | -------- | ------- |
| 1                           | 27 | Jean-Éric Vergne       | Andretti Autosport | 1:09.429    | —        | 1       |
| 2                           | 99 | Nelson Piquet Jr.      | NEXTEV TCR         | 1:09.449    | +0.020   | 2       |
| 3                           | 11 | Lucas Di Grassi        | Audi Sport ABT     | 1:09.685    | +0.256   | 3       |
| 4                           | 9  | Sébastien Buemi        | e.dams Renault     | 1:09.826    | +0.397   | 4       |
| 5                           | 7  | Jérôme d'Ambrosio      | Dragon Racing      | 1:09.967    | +0.538   | 5       |
| 6                           | 8  | Nicolas Prost          | e.dams Renault     | 1:10.043    | +0.614   | 6       |
| 7                           | 66 | Daniel Abt             | Audi Sport ABT     | 1:10.075    | +0.646   | 7       |
| 8                           | 23 | Nick Heidfeld          | Venturi            | 1:10.098    | +0.669   | 8       |
| 9                           | 10 | Jarno Trulli           | Trulli             | 1:10.145    | +0.716   | 9       |
| 10                          | 77 | Salvador Durán         | Amlin Aguri        | 1:10.257    | +0.828   | 10      |
| 11                          | 2  | Sam Bird               | Virgin Racing      | 1:10.365    | +0.936   | 11      |
| 12                          | 28 | Justin Wilson          | Andretti Autosport | 1:10.398    | +0.969   | 12      |
| 13                          | 88 | Antonio García         | NEXTEV TCR         | 1:10.537    | +1.108   | 13      |
| 14                          | 55 | António Félix da Costa | Amlin Aguri        | 1:10.617    | +1.188   | 14      |
| 15                          | 21 | Bruno Senna            | Mahindra Racing    | 1:10.688    | +1.259   | 15      |
| 16                          | 5  | Karun Chandhok         | Mahindra Racing    | 1:10.697    | +1.268   | 16      |
| 17                          | 3  | Jaime Alguersuari      | Virgin Racing      | 1:10.941    | +1.512   | 17      |
| 18                          | 6  | Loïc Duval             | Dragon Racing      | 1:11.141    | +1.712   | 18      |
| 19                          | 18 | Vitantonio Liuzzi      | Trulli             | 1:11.967    | +2.538   | 19      |
| Tempo limite 107%: 1:14.289 |    |                        |                    |             |          |         |
| —                           | 30 | Stéphane Sarrazin      | Venturi            | senza tempo | —        | 20      |

### Gara
I risultati della gara sono i seguenti:
| Pos. | Nº | Pilota                 | Team               | Giri | Tempo/Ritiro | Griglia | Punti |
| ---- | -- | ---------------------- | ------------------ | ---- | ------------ | ------- | ----- |
| 1    | 99 | Nelson Piquet Jr.      | NEXTEV TCR         | 35   | 43:18.867    | 2       | 25    |
| 2    | 11 | Lucas Di Grassi        | Audi Sport ABT     | 35   | +2.012       | 3       | 18    |
| 3    | 23 | Nick Heidfeld          | Venturi            | 35   | +11.548      | 8       | 15    |
| 4    | 27 | Jean-Éric Vergne       | Andretti Autosport | 35   | +12.416      | 1       | 15    |
| 5    | 66 | Daniel Abt             | Audi Sport ABT     | 35   | +25.626      | 7       | 10    |
| 6    | 77 | Salvador Durán         | Amlin Aguri        | 35   | +28.960      | 10      | 8     |
| 7    | 55 | António Félix da Costa | Amlin Aguri        | 35   | +30.529      | 14      | 6     |
| 8    | 8  | Nicolas Prost          | e.dams Renault     | 35   | +31.556      | 6       | 4     |
| 9    | 9  | Sébastien Buemi        | e.dams Renault     | 35   | +40.050      | 4       | 4     |
| 10   | 28 | Justin Wilson          | Andretti Autosport | 35   | +46.320      | 12      | 1     |
| 11   | 7  | Jérôme d'Ambrosio      | Dragon Racing      | 35   | +51.474      | 5       |       |
| 12   | 5  | Karun Chandhok         | Mahindra Racing    | 35   | +52.493      | 16      |       |
| 13   | 3  | Jaime Alguersuari      | Virgin Racing      | 35   | +55.810      | 17      |       |
| 14   | 30 | Stéphane Sarrazin      | Venturi            | 35   | +56.715      | 20      |       |
| 15   | 6  | Loïc Duval             | Dragon Racing      | 35   | +1:18.763    | 18      |       |
| 16   | 21 | Bruno Senna            | Mahindra Racing    | 34   | +1 giro      | 15      |       |
| 17   | 18 | Vitantonio Liuzzi      | Trulli             | 34   | +1 giro      | 19      |       |
| 18   | 10 | Jarno Trulli           | Trulli             | 32   | Incidente    | 9       |       |
| 19   | 88 | Antonio García         | NEXTEV TCR         | 32   | +3 giri      | 14      |       |
| Rit  | 2  | Sam Bird               | Virgin Racing      | 24   | Ritiro       | 12      |       |

## Classifiche

### Piloti
|  | Pos | Pilot             | Punti |
|  | --- | ----------------- | ----- |
|  | 1   | Nelson Piquet Jr. | 128   |
|  | 2   | Lucas Di Grassi   | 111   |
|  | 3   | Sébastien Buemi   | 105   |
|  | 4   | Nicolas Prost     | 82    |
|  | 5   | Jérôme d'Ambrosio | 77    |

### Squadre
|  | Pos | Team               | Punti |
|  | --- | ------------------ | ----- |
|  | 1   | e.dams Renault     | 187   |
|  | 2   | Audi Sport ABT     | 143   |
|  | 3   | NEXTEV TCR         | 132   |
|  | 4   | Dragon Racing      | 116   |
|  | 5   | Andretti Autosport | 104   |

## Altre gare
- E-Prix di Berlino 2015
- E-Prix di Londra 2015